# Тыртов, Пётр Иванович
Тыртов Пётр Иванович (1856—1927) — начальник Морского инженерного училища императора Николая I, генерал-лейтенант флота.

## Биография
Пётр Иванович Тыртов родился 21 ноября 1856 года. Из дворян Санкт-Петербургской губернии. Сын военного моряка генерал-майора Ивана Никаноровича Тыртова (1823—1878).
16 апреля 1878 года окончил Морской корпус. В 1879 году присвоен чин мичмана.
В 1884 году окончил кораблестроительное отделение Николаевской морской академии и произведён в лейтенанты флота.
С 1884 года — преподаватель и воспитатель, затем ротный командир в Морском корпусе.
С 1893 года переименован в капитаны по Адмиралтейству со старшинством в чине.
В 1899 году произведён в подполковники, в 1905 году — в полковники «за отличие по службе».
17 ноября 1908 года назначен начальником Морского инженерного училища. Прозван воспитанниками училища «Щукой».
В 1909 году произведён в генерал-майоры, в 1913 году — в генерал-лейтенанты.
В начале Первой мировой войны находился на отдыхе за границей, попал в немецкий плен. 28 января 1915 года был досрочно освобождён из плена и вернувшись 5 февраля в Россию вновь вступил в обязанности начальника училища.
В 1917 был уволен в отставку. После октябрьской революции эмигрировал во Францию.
Умер 30 декабря 1927 года в Босолей (Франция). Погребён на кладбище в городе Ментон.

## Семья
- Отец — Тыртов Иван Никанорович (1823—1878) — военный моряк, генерал-майор.
- Жена — Наталья (урождённая Никитенко), дочь действительного статского советника Михаила Герасимовича Никитенко и его жены Елены Михайловны (урождённой Самойловой).
- Сын — Тыртов Роман Петрович (Эрте, 04. 12. 1892 — 21. 04. 1990) — художник, график, сценограф, модельер эпохи ар-деко.
- Дочь — Наталья.

## Награды
- Орден Святого Владимира 4 степени (1907) с надписью «За 25 кампаний»
- Орден Святого Владимира 3 степени (1908)
- Орден Святого Станислава 1 степени (1910)
- Орден Святой Анны 1 степени (1914)
- Орден Святого Владимира 2 степени (1915)
- Серебряная медаль в память Царствования Императора Александра III (1896)
- Светло-бронзовая медаль в память 300-летия Царствования Дома Романовых (1913)
- Светло-бронзовая медаль в память 200-летия Гангутской победы (1915)